# 덴나
덴나(天和, てんな/てんわ)는 일본의 연호(元号) 중 하나이다.
- 전후 : 엔포(延宝) 이후 - 조쿄(貞享) 이전.
- 시기 : 1681년 ~ 1683년
- 천황 : 레이겐 천황
- 쇼군 : 에도 막부의 도쿠가와 쓰나요시

## 개원(改元)
- 엔포 9년 9월 29일(1681년 11월 9일), 신유혁명에 해당해 개원.
- 덴나 4년 2월 21일(1684년 4월 5일), 조쿄로 개원된다.

## 출전
- 『상서』의 「奉答天命、和恒四方民居師」.
- 『한서』의 「嘉承天和伊楽厥福」.
- 『후한서』의 「天人協和、万国咸寧」.
- 『후한서』의 「天和於上、地洽於下」.
- 『장자』의 「与人和者謂之人楽、与天和者謂之天楽」.

## 덴나 시기에 일어난 일
- 2년
  - 12월 28일 : 덴나 대화재

### 죽음
- 원년
  - 사카이 다다키요

## 서력과의 대조표
| 덴나 | 원년   | 2년    | 3년    | 4년    |
| ---- | ------ | ------ | ------ | ------ |
| 서력 | 1681년 | 1682년 | 1683년 | 1684년 |
| 간지 | 신유   | 임술   | 계해   | 갑자   |

## 같이 보기
- 일본의 연호 일람
- 천화(天和) : 중국 남북조 시대의 국가 북주의 연호(566년 ~ 572년).

| 이전 엔포 | 일본의 연호 1681년 ~ 1684년 | 다음 조쿄 |